# Dirk Willem Folmer
Dirk Willem (Dick) Folmer (Pontianak, 3 februari 1909 - 1944?) was een Nederlandse verzetsstrijder tijdens de Tweede Wereldoorlog. Zijn verzetsnamen waren 'Herman' en 'Nijman'.

## Jeugd en opleiding
Folmer haalde zijn HBS-diploma in Nederland en volgde daarna de opleiding tot leraar lichamelijke opvoeding. Samen met zijn vrouw Theodora Folmer-van Nes begon hij een Instituut voor Fysische Therapie in Zeist. In 1937 en 1941 werden hun twee dochters geboren.

## Verzetsactiviteiten en overlijden
Folmer was lid van de verzetsgroep "Oranjewacht" en belandde na arrestatie in december 1940 in de gevangenis van Scheveningen (Oranjehotel). Hij werd veroordeeld tot levenslange gevangenisstraf en uiteindelijk op 20 maart 1942 naar kamp Amersfoort overgebracht. Omdat hij vermoedde dat hij daar ter dood gebracht zou worden, vluchtte hij op 29 mei 1942 met behulp van zijn vrouw en de Nederlandse SS-soldaat, Herman Verheijen.
Op zijn onderduikadres in Amsterdam werkte hij zijn aantekeningen, die hij tijdens zijn kamptijd gemaakt had, uit tot een manuscript over zijn ervaringen in het kamp en ging verder met zijn verzetswerkzaamheden. Hij was onderdeel van de KP-Amsterdam en nam deel aan twee mislukte overvallen op het Huis van Bewaring I te Amsterdam; de eerste onder leiding van Gerrit van der Veen (1 mei 1944) en de tweede overval onder leiding van Johannes Post waarbij hij gewond raakte. Op 25 augustus werd hij onder zijn valse naam 'Nijman' in de Valeriusstraat 105 gearresteerd. Hij werd herkend door een SS'er uit Amersfoort.
Folmer probeerde tijdens de arrestatie te ontsnappen maar werd neergeschoten en zwaargewond op de ziekenzaal van de Weteringschans opgenomen en op 7 of 8 september vanaf het Euterpeplein per brancard afgevoerd. Het is onbekend wat er daarna met hem is gebeurd. Vermoedelijk is hij onderweg of later in een kamp overleden. Vrienden en familie hebben zonder resultaat tijdens en na de oorlog vele pogingen gedaan om te achterhalen wat er met hem is gebeurd. .

## Manuscript
Het originele manuscript van zijn kamptijd ging verloren, maar de aantekeningen op uitgewerkte vellen werden jarenlang door zijn weduwe in een blikken doos bewaard.
De aantekeningen werden door zijn kinderen gevonden en dochter Jard Folmer heeft ze digitaal bewerkt. In 2005 werden ze in samenwerking met de Stichting Nationaal Monument Kamp Amersfoort uitgegeven onder de titel Dagboek uit Kamp Amersfoort 1942. Mom Wellenstein, die samen met Folmer in Kamp Amersfoort zat, schreef het voorwoord. De tweede druk uit 2016 is helemaal gereviseerd en voorzien van een namenlijst van de gevangenen met wie Folmer contact heeft gehad. Folmer ontmoette in Amersfoort vele andere verzetsstrijders, waaronder Titus Brandsma, die hem veel steun en troost gaf.
Het boek beschrijft het gruwelijke brute bestaan in Kamp Amersfoort, maar geeft ook 130 namen van mensen die dan nog in leven zijn, wat van groot belang is voor hun nabestaanden. Folmer wil "dat het dagboek een prikkel is om het goede te willen en om te leren begrijpen dat ondanks druk en ellende het Goddelijke, de liefde voor het goede, toch blijft. Dat al dit leed slechts een golfslag is naar een betere toekomst".